# Емилия Кларк
Емилия Кларк (на английски: Emilia Clarke) е английска театрална и филмова актриса, номинирана за „Сатурн“, „Сателит“, две награди „Еми“ и три награди на „Гилдията на киноактьорите“. Тя е известна с ролята си на Денерис Таргариен във фентъзи поредицата на HBO – „Игра на тронове“ и Сара Конър във филма „Терминатор: Генисис“. През 2013 г. заема 4-то място в годишната класация на независимата критика „Топ 100 на най-красивите лица“ и 15-о място в класацията „Най-желаните жени“ на специализирания мъжки интернет портал „AskMen“. През 2014 г. заема 1-во място в класацията „Най-желаните жени“ на „AskMen“.

## Биография
Емилия Кларк е родена на 23 октомври 1986 г. в Лондон, Англия, но израства в Бъркшър. Баща ѝ е звукорежисьор в театъра, майка ѝ е бизнес дама, а нейният по-малък брат учи политика. Интересът на Кларк към театъра започва още когато е едва на 3-годишна възраст, след като гледа мюзикъла „Boat Show“, по който баща ѝ работи по това време. През 2009 г. завършва британската драматична школа „Drama Centre“ в Лондон.
През септември 2012 г. Кларк съобщава за връзката си с актьора Сет Макфарлън. На 20 март 2013 г. в медиите е съобщено, че тя и Макфарлън са се разделили.

## Кариера
Началото на нейната театрална кариера започва с две участия в „St. Edwards“, където учи в периода 2000 – 2005 г., десет участия в „Drama Centre“ и още няколко участия през 2009 г. Нейните първи телевизионни роли са през 2009 г. като Саския Майер в сериала „Лекарите“ („Doctors“) и Савана през 2010 г. във филма „Нападението на динозаврите“.
Големият пробив на актрисата идва, когато е избрана да участва като Денерис Таргариен в сериала „Игра на тронове“, който е базиран на поредицата епични фентъзи романи „Песен за огън и лед“ на Джордж Р. Р. Мартин. Излъчването на сериала тръгва през април 2011 г., като постига голям успех и така Емилия става все по-популярна. През 2011 г. за ролята си на Денерис Таргариен печели награда „EWwy“ на списание „Ентъртейнмънт Уийкли“ в категория „най-добра поддържаща актриса“.
През март 2013 г. Кларк играе главната роля в бродуейската продукция по „Закуска в Тифани“ („Breakfast at Tiffany's“) на Труман Капоти. През май 2013 г. е обявено, че Кларк се присъединява към екипа на игралния филм „Garden of Last Days“. През същата година участва във филма „Дом Хемингуей“, в който си партнира с Джуд Лоу, и озвучава един епизод от анимационната поредица „Футурама“. През 2015 г. участва в ролята на Сара Конър във филма „Терминатор: Генисис“.

## Филмография
| Година | Заглавие                             | Роля              | Бележки                                       |
| ------ | ------------------------------------ | ----------------- | --------------------------------------------- |
| 2009   | „Doctors“                            | Саския Майер      | Сериал (1 епизод: „Empty Nest“)               |
| 2010   | „Нападението на динозаврите“         | Савана            | Тв филм                                       |
| 2011 – | „Игра на тронове“                    | Денерис Таргариен | Сериал (67 епизода)                           |
| 2012   | „Spike Island“                       | Сали              |                                               |
| 2012   | „Shackled“                           | Малу              | Късометражен филм                             |
| 2013   | „Футурама“                           | Глас              | Сериал (1 епизод: „Stench and Stenchibility“) |
| 2013   | „Дом Хемингуей“                      | Евелин            |                                               |
| 2015   | „Терминатор: Генисис“                | Сара Конър        |                                               |
| 2016   | „Аз преди теб“                       | Луиза Кларк       |                                               |
| 2017   | „Глас от камъка“                     | Верена            |                                               |
| 2018   | „Соло:История от Междузвездни войни“ | Qi-Ra             |                                               |
| 2019   | „Above Suspicion“                    | Susan Smith       |                                               |

### Театър
| Година | Заглавие           | Роля |
| ------ | ------------------ | ---- |
| 2013   | „Закуска в Тифани“ | Холи |